# SIX CLIPS
『SIX CLIPS』(シックス クリップス)は、2002年3月13日に発売されたJanne Da Arcのビデオ・クリップ集である。

## 概要
- 『5 STORIES <CLIPS & MORE>』以来、2作目のビデオ・クリップ集。前作同様、VHSとDVDの2形態で発売された。
- 6thシングル「Mysterious」から、シングル三部作の終章である11thシングル「feel the wind」までのPVと、オフショットが収録されている。

## 収録曲
1. Mysterious
6thシングル。
2. Dry?
7thシングル。
3. NEO VENUS
8thシングル。
4. seed
9thシングル。シングル三部作の序章。
5. シルビア
10thシングル。シングル三部作の中章。
6. feel the wind
11thシングル。シングル三部作の終章。
7. オフショット